# Epimeryzacja
Epimeryzacja – zmiana konfiguracji podstawników (interkonwersja) przy wyłącznie jednym centrum stereogenicznym związku chemicznego tworzącego diastereoizomery. Jest stanem pośrednim przekształcania się np. epimerów heksoz mających identyczne ugrupowanie przestrzenne podstawników przy pozostałych chiralnych atomach węgla, np. D-glukozy i D-mannozy. W środowisku zasadowym cukry te pozostają w równowadze za pośrednictwem pośredniej formy endiolowej.